# Zadniaprouskaja
Zadniaprouskaja (biał. Задняпроўская; ros. Заднепровская) – towarowa stacja kolejowa w miejscowości Mohylew, w obwodzie mohylewskim, na Białorusi.
Od stacji odchodzą liczne bocznice do okolicznych fabryk, m.in. do mohylewskiej elektrociepłowni.